# 양털여우원숭이
양털여우원숭이는 양털여우원숭이속(아바히속, avahis)에 속하는 9종의 곡비원류 영장류의 총칭이다. 다른 여우원숭이들과 마찬가지로 마다가스카르 섬에서만 서식한다.

## 하위 종
현재, 9종이 인정되고 있다
- 동부양털여우원숭이 (Avahi laniger)
- 서부양털여우원숭이 (Avahi occidentalis)
- 삼비라노양털여우원숭이 (Avahi unicolor)
- 베마라하양털여우원숭이 (Avahi cleesei)
- 페이리에라스양털여우원숭이 (Avahi peyrierasi)
- 남부양털여우원숭이 (Avahi meridionalis)
- 라마난트소아바나양털여우원숭이 (Avahi ramanantsoavani)
- 베칠레오양털여우원숭이 (Avahi betsileo)
- 무어양털여우원숭이 (Avahi mooreorum)